# Élections générales partielles de 2013 à Gibraltar
Des élections générales partielles se sont tenues à Gibraltar le 4 juillet 2013 afin d'élire un des onze sièges du Parlement de Gibraltar.

## Contexte
Charles Bruzon, député et ministre du Logement membre du Parti travailliste-socialiste de Gibraltar, meurt le 16 avril 2013 à l'âge de 74 ans,. Une élection est donc organisée pour procéder à son remplacement.

## Résultats
| Parti | Parti                                      | Candidats            | Voix  | %     | Sièges | +/-           |
| ----- | ------------------------------------------ | -------------------- | ----- | ----- | ------ | ------------- |
|       | Parti travailliste-socialiste de Gibraltar | Albert Isola         | 4 899 | 49,84 | 1      | en stagnation |
|       | Sociaux-démocrates de Gibraltar            | Marlene Hassan Nahon | 3 927 | 39,95 | 0      | en stagnation |
|       | Parti démocrate-progressiste               | Nick Cruz            | 688   | 7,00  | 0      | en stagnation |
|       | Indépendant                                | Bryan Zammit         | 315   | 3,20  | 0      | en stagnation |
| Total | Total                                      | Total                | 9 829 | 100   | 1      | en stagnation |